# Denise Bloch
Denise Madeleine Bloch (Parigi, 21 gennaio 1916 – Ravensbrück, 5 febbraio 1945) è stata una militare francese, agente dell'organizzazione clandestina britannica Special Operations Executive (SOE) durante la seconda guerra mondiale.
Lo scopo del SOE era quello di condurre azioni di spionaggio, sabotaggio e ricognizione nei Paesi occupati dalle potenze dell'Asse, in particolare quelli occupati dalla Germania nazista. Gli agenti del SOE collaboravano con i gruppi di resistenza locali, rifornendoli di armi e attrezzature paracadutate dall'Inghilterra.
Denise e la sua famiglia, ebrei, sfuggirono alla cattura da parte dei tedeschi a Parigi dopo l'occupazione della Germania nazista nell'estate del 1940. Nel 1942 la famiglia fuggì a Lione. Fu coinvolta nella Resistenza francese ed evitò per poco l'arresto a Lione. Fuggita nel sud-ovest della Francia, lavorò per l'agente del SOE George Reginald Starr come corriere. Nel maggio 1942, attraversò i Pirenei diretta in Spagna, rientrò al quartier generale del SOE a Londra con lo scopo di presentare la richiesta di Starr per ottenere maggiori aiuti per le sue forze di resistenza. Benché nota ai tedeschi e con una taglia sulla testa, Denise fu addestrata come radiotelegrafista dal SOE e inviata in Francia nel 1944 per aiutare a svolgere delle missioni di sabotaggio contro i tedeschi. Fu catturata, inviata nei campi di prigionia in Germania e giustiziata all'inizio di febbraio del 1945 nel campo di concentramento di Ravensbrück.

## Biografia
Nacque nel 1916 a Parigi in una famiglia ebrea, da Jacques Henri Bloch e Suzanne Levi-Strauss. Aveva tre fratelli. Suo padre e due dei suoi fratelli furono soldati francesi che nel 1940 furono fatti prigionieri. I tedeschi occuparono il nord della Francia nell'estate del 1940 e iniziarono le operazioni contro gli ebrei. Sua madre, suo fratello Jean-Claude e Denise vissero in clandestinità, scamparono alla persecuzione in corso utilizzando documenti e identità false. Nell'estate del 1942, la famiglia attraversò clandestinamente il confine dalla Francia di Vichy occupata a quella non occupata, arrivando a Lione il 17 luglio.

## Attività per la Resistenza e il SOE
A Lione divenne segretaria, nome in codice Ambroise, di Jean-Maxime Aron, un ingegnere ebreo della Citroën che collaborava con la Resistenza francese e con la rete del SOE guidata da Philippe de Vomécourt. Iniziò a lavorare per Aron come corriere, consegnando i messaggi agli agenti in tutta la regione. Grazie al suo lavoro con Aron, Denise conobbe diversi ebrei che lavoravano nella Resistenza francese e altri agenti del SOE arrivati da Londra per aiutare la Resistenza francese. Come copertura, inventò un fidanzamento con Dominique Mendelsohn, anch'egli coinvolto nella Resistenza. Aiutò l'operatore radio del SOE Brian Stonehouse e il corriere Blanche Charlet. Fu testimone della scorta di Stonehouse da parte di agenti di polizia dopo il suo arresto il 14 ottobre 1942. (Stonehouse sopravvisse alla guerra nei campi di prigionia tedeschi; Charlet evase dalla prigione e sopravvisse). Anche Mendelsohn fu arrestato.
Rendendosi conto del pericolo, il 26 ottobre l'agente del SOE Paul Sarrette decise che avrebbe accompagnata Denise da Lione in una casa sicura a Marsiglia. Denise inviò un telegramma alla madre a Lione con i suoi piani di viaggio, ma i tedeschi intercettarono il telegramma. Di conseguenza, Aron, che accompagnò Denise alla stazione ferroviaria, fu arrestato, mentre Bloch e Sarrette sfuggirono all'arresto.
Dopo l'arresto di Aron, Bloch si nascose a Lione e poi a Villefranche-sur-Mer, sulla Costa Azzurra. Per mascherarsi si tinse i capelli neri di biondo, ma la sua altezza di 178 cm la rese evidente. Nel gennaio 1943, Sarrette accompagnò Bloch a Tolosa, territorio degli agenti del SOE George Reginald Starr e Henri Sevenet. Starr e Sevenet inizialmente considerarono Denise una seccatura e Starr propose di "liquidarla", ma si decise invece di evacuarla attraverso i Pirenei fino in Spagna: la traversata a piedi in pieno inverno fu ostacolata da una forte nevicata.
Denise tornò a Tolosa dove incontrò per la prima volta Starr di persona. Questi ne rimase colpito e la invitò a diventare il suo corriere e a rimanere con lui nella sua base, in una casa nell'isolato villaggio di Castelnau-sur-l'Auvignon. Starr non aveva un operatore radio all'epoca e Bloch faceva settimanalmente il lungo viaggio fino a Tolosa per comunicare con il quartier generale del SOE a Londra tramite la radio dell'agente del SOE Marcus Bloom. Nell'aprile del 1943, Bloom fu arrestato dai tedeschi. Senza un mezzo per comunicare con Londra e con un disperato bisogno di rifornimenti per i suoi gruppi di resistenza, Starr inviò Denise a Londra con un rapporto scritto sulle sue attività. Attraversò le montagne dei Pirenei guidata da Maurice Dupont, ma gli spagnoli la arrestarono e confiscarono il rapporto di Starr. Bloch raggiunse il territorio britannico di Gibilterra e fu trasportata in aereo in Inghilterra, dove arrivò il 21 maggio.
A dimostrazione del fatto che i tedeschi erano a conoscenza delle attività di Denise Bloch, il 29 giugno 1943 fu condannata in contumacia a dieci anni di lavori forzati.
A Londra, Bloch fu interrogata dal SOE ed espresse il desiderio di tornare in Francia. Inizialmente il SOE si oppose al suo ritorno proprio perché era nota ai tedeschi; anche Nicolas Bodington, della sezione francese del SOE, si lamentò del fatto che era un rischio per la sicurezza e che avrebbe dovuto essere rimossa dal SOE. Bloch, a sua volta, si mostrò sprezzante nei confronti del SOE. Alla fine, il SOE decise di addestrarla come operatore radio e di rimandarla in Francia, in una zona dove non fosse conosciuta.

## Ritorno in Francia
Il 2 marzo 1944, insieme al collega agente del SOE ed ex pilota di auto da corsa Robert Benoist, Denise arrivò nei pressi di Nantes e si mise al servizio del circuito Clergyman, la coppia ristabilì i contatti con l'agente del SOE ed ex pilota di auto da corsa di Benoist, Jean-Pierre Wimille. I loro obiettivi prevedevano di distruggere i tralicci della linea elettrica di Ile Heron a Nantes e interrompere la linea ferroviaria a sostegno dell'invasione alleata della Francia, avvenuta con il D-Day del 6 giugno. Il 17 giugno, Benoist convocò i membri chiave della rete nella sua villa vicino a Sermaise, violando le indicazioni del SOE secondo cui i membri di una rete dovevano avere il minor numero possibile di contatti tra loro. Durante la cena, annunciò di aver ricevuto la notizia che sua madre stava morendo e che sarebbe partito per farle visita. Avvisò che se non fosse tornato entro l'ora di pranzo del giorno successivo, 18 giugno, i membri della rete avrebbero dovuto disperdersi. Benoist fu arrestato dai tedeschi a Parigi davanti all'appartamento della madre. Il suo avvertimento ai suoi associati di disperdersi non fu rispettato e alle 20 circa del 18 giugno il Sicherheitsdienst (SD) fece irruzione nella villa e catturò Denise e gli altri.

## Detenzione ed esecuzione
Denise fu interrogata presso il quartier generale dell'SD al numero 84 di Avenue Foch a Parigi e imprigionata nella prigione di Fresnes. L'8 agosto 1944, con gli alleati che avanzavano su Parigi, Bloch e gli altri agenti SOE catturati furono portati in treno in Germania, come previsto dal Decreto Notte e Nebbia. Alla fine di agosto raggiunse il campo di concentramento femminile di Ravensbrück. Insieme alle agenti del SOE Violette Szabo e Lilian Rolfe si offrì volontaria per un gruppo di lavoro a Torgau, in Sassonia, dove le condizioni di vita erano migliori rispetto a Ravensbrück. Tentarono, ma non riuscirono a fuggire. Riportate a Ravensbrück, furono picchiate e sistemate nel bunker sotterraneo. Il 19 ottobre furono inviate a Königsberg, dove furono costrette a svolgere i lavori pesanti nelle dure condizioni invernali.
Richiamate a Ravensbrück alla fine del gennaio 1945, erano ormai in condizioni fisiche pietose. Rolfe non era più in grado di camminare e Bloch era "affetta da cancrena". Pochi giorni dopo furono portate nel cortile del crematorio. Il comandante del campo, Fritz Suhren, lesse l'ordine di esecuzione e le due furono colpite alla nuca con una pistola di piccolo calibro, i loro corpi furono cremati. Un testimone oculare raccontò in seguito che le donne furono "molto coraggiose" e che il comandante Suhren fu infastidito dal fatto che la Gestapo "non avesse eseguito personalmente l'esecuzione".
La tomba di famiglia di Denise nel cimitero di Montmartre a Parigi ricorda la sua vita e la sua esecuzione.

## Memoria
Regno Unito

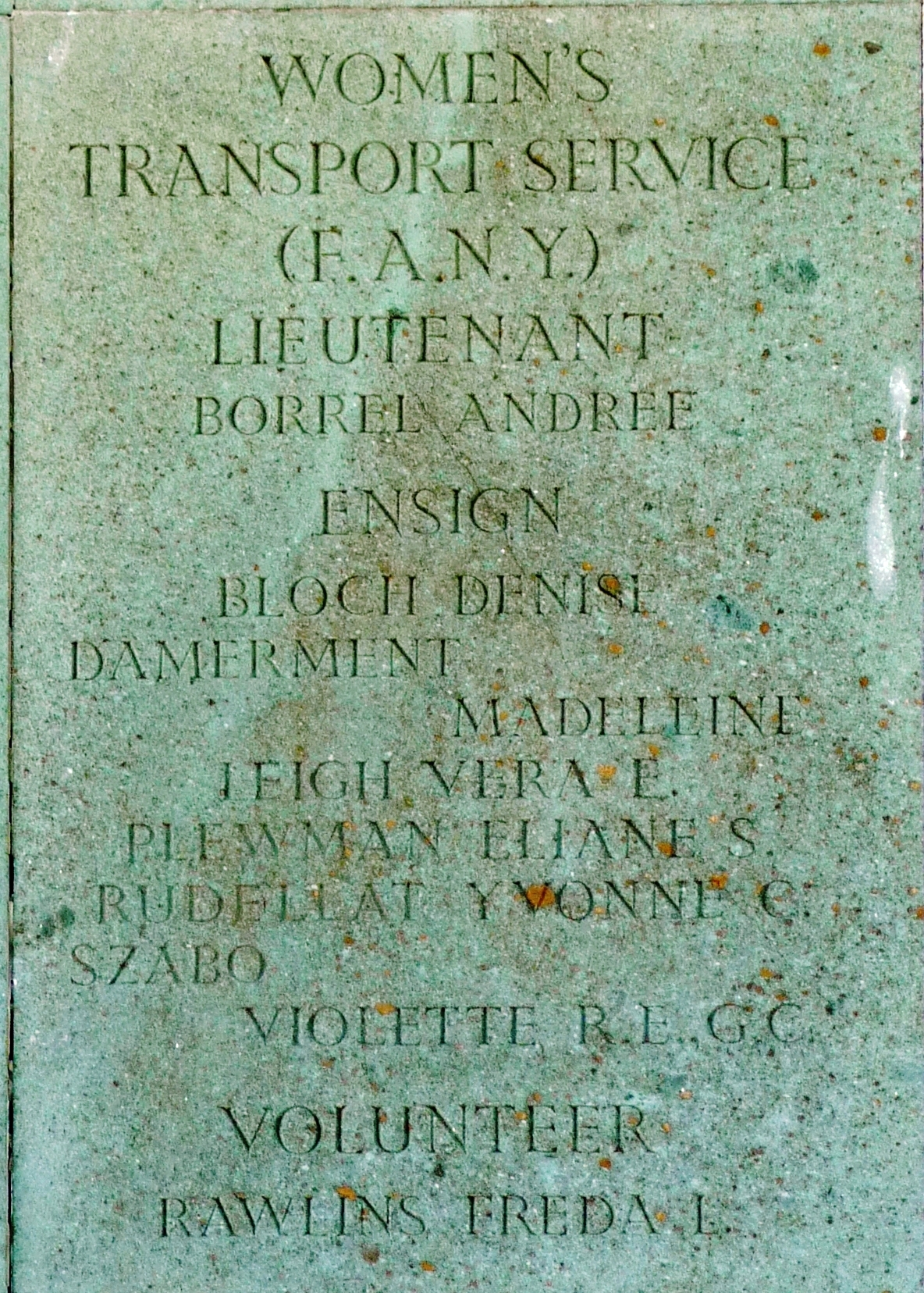
FANY Memorial, Cimitero Militare di Brookwood, 5 luglio 2017.

- Brookwood Memorial, una dei 3.500 "a cui la guerra ha negato una tomba conosciuta e onorata".[15][16][3]
- FANY Memorial (First Aid Nursing Yeomanry) in Wilton Road, Kensington.[3]
- Tempsford Memorial, una delle donne del SOE che partirono da Tempsford e da altri campi dell'aviazione e porti per aiutare i movimenti di resistenza nell'Europa occupata, dal 1941 al 1945.

Francia
- Valençay SOE Memorial in Valençay, nell'"Albo d'onore" dei 91 uomini e 13 donne membri del SOE che hanno dato la vita per la libertà della Francia.[3]